# Rawson Mountains
Le Rawson Mountains sono una catena montuosa a forma di mezzaluna che fa parte dei Monti della Regina Maud, in Antartide. Sono costituite da monti di forma arrotondata e perlopiù sempre ricoperti di ghiaccio, tra cui il Fuller Dome, il Monte Wyatt (2930 m), il Monte Weaver (2780 m) e il Monte Verlautz.
Sorgono a sud-est dell'altopiano di Nilsen e si estendono per una lunghezza di 29 km lungo il fianco occidentale del Ghiacciaio Scott.
Le vette della catena furono avvistate nel dicembre 1934 dal gruppo geologico guidato da Quin Blackburn (1900-1981), nel corso della seconda spedizione antartica (1933-1935) dell'esploratore polare statunitense Richard Evelyn Byrd.
La denominazione fu assegnata dallo stesso Byrd in onore del banchiere statunitense Frederick Holbrook Rawson (1879-1937), sponsor di questa e della prima spedizione antartica di Byrd (1928-1930).

## Elevazioni importanti
Tra le vette importanti sono da segnalare:
- Ghiacciaio Amundsen
- Monte Weaver
- Monte Wyatt
- Ghiacciaio Scott